# Mütter von Diyarbakır

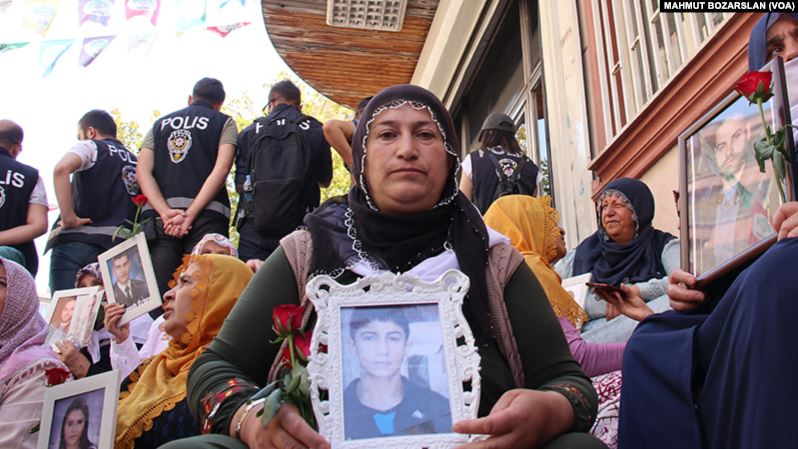
Die Mütter sitzen vor dem Gebäude der HDP in Diyarbakir, 2019

Die Mütter von Diyarbakır (türkisch Diyarbakır Anneleri) sind eine Gruppe von Frauen, die sich wöchentlich in  Diyarbakır zu einem Sitzstreik gegen die Halkların Demokratik Partisi (HDP) versammelt. Sie werfen der Arbeiterpartei Kurdistans (PKK) vor, ihre Kinder getäuscht oder entführt zu haben und fordern ihre Rückkehr. Das Sit-In findet vor der  örtlichen Geschäftsstelle der HDP statt.

## Geschichte

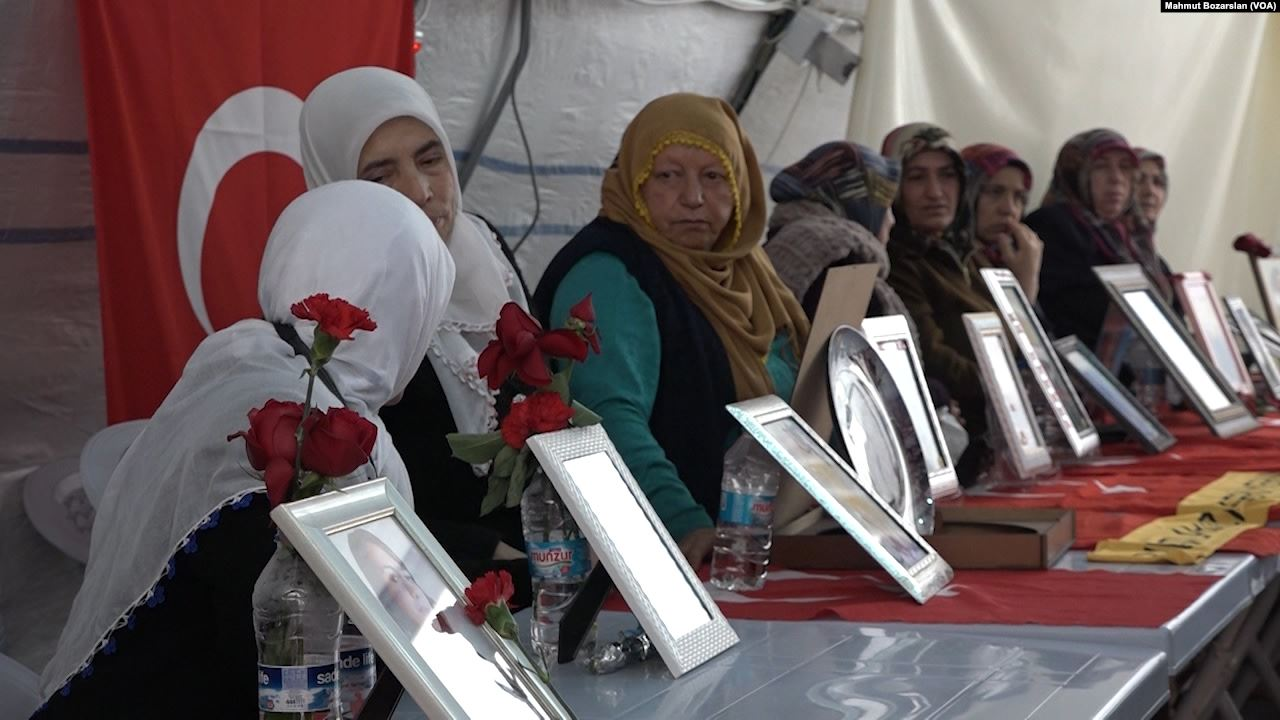
Das Sit-In der Mütter im Jahr 2020

Am 3. September 2019 begannen Dutzende von Müttern den Protest vor dem Diyarbakır-Hauptquartier der HDP, einer politischen Partei, die von mehreren türkischen Parteien der Verbindungen zur PKK beschuldigt wird. Seit dem ersten Sit-In ist die Anzahl der Familien vor dem Gebäude gestiegen. Aufgrund der winterlichen Bedingungen verlegte die Gruppe das Sit-In von der Treppe des Parteigebäudes in ein Zelt in der Nähe des Parteibüros, um sich vor dem kalten Wetter zu schützen.
Im März 2020 stieg die Zahl der protestierenden Familien auf 134. Die Proteste wurden während des Ausbruchs des Coronavirus im Einklang mit den Maßnahmen zur Bekämpfung der Pandemie fortgesetzt. Die älteren Menschen gingen nach Hause, während die anderen mit Schutzhandschuhen und Masken beabstandet waren.